# Nadderud Stadion
El Nadderud Stadion es un estadio multiusos utilizado principalmente para partidos de fútbol y competiciones de atletismo ubicado en el distrito de Nadderud de Bærum en Noruega y que actualmente es la sede de los equipos Stabæk Fotball y IL Tyrving.

## Historia
Fue inaugurado en 1961, el récord de asistencia actualmente es de 10,000 espectadores que vieron el partido de la Copa de Noruega de 1970 entre Stabæk ante el Strømsgodset. En 1996 se construyó una nueva gradería principal para 2,900 espectadores que costó 15 millones de NOK. el aumento de capacidad fue de 1,400 asientos. El municipio instaló la iluminación artificial para la temporada 2005. Stabæk se mudó al Telenor Arena para la temporada 2009 de la Tippeligaen, pero regresaría a Nadderud tres años después por problemas financieros. En 2012 la Norwegian Players' Association ubicó a Nadderud en la posición 12 entre los estadios de fútbol del país, con una puntuación de 2.73 de 5.
Para 2009 el estadio fue la sede del club femenil Stabæk Fotball Kvinner (SFK), equipo que en ese entonces estaba en la Toppserien, la primera división nacional de fútbol en el país.

## Eventos
Fue la sede de la Copa de Europa de Atletismo de la primera liga masculina en 2000 en la Final B, También ahí se realizó el Campeonato de Atletismo de Noruega en 1966 (ganado por (IL Tyrving) y 1985 (ganado por (Fossum IF). Anualmente ahí se celebra la competición más grande de atletismo del país, el Tyrvinglekene.